# Legalize It
《Legalize It》은 더 웨일러스를 탈퇴한 후 피터 토시가 솔로 가수로 데뷔한 음반이다. 1976년 6월, 자메이카 킹스턴의 트레져 섬과 랜디스에서 녹음되었고 같은 해에 자메이카에서 발매되었다.
《Legalize It》은 1976년에 더 웨일러스 멤버들이 발매한 두 개의 솔로 음반 중 하나로, 버니 웨일러의 데뷔 음반 《Blackheart Man》과 함께 발매되었다. 밥 말리와 그의 새로운 더 웨일러스 또한 《Rastaman Vibration》을 발매했다.
이 노래는 그가 자메이카 경찰에 의해 계속해서 희생된 것에 대한 반응과 특히 의학적 사용을 위해 대마초의 합법화를 추진하는 정치적인 작품으로 쓰여졌다. 1977년 토시는 "우리는 라스클롯 사정의 희생자이다. 피해와 식민주의가 피바다로 이어질 것이다."라고 이를 뒷받침했다. 토시는 또한 1978년 NME 인터뷰에서 "허브는 담배처럼 될 것"이라고 말했다.

## 반응
| 전문가 평가              | 전문가 평가 |
| 평가 점수                | 평가 점수   |
| 출처                     | 점수        |
| ------------------------ | ----------- |
| AllMusic                 | [ 3 ]       |
| Christgau's Record Guide | B           |
| Rolling Stone            | (favorable) |

타이틀곡은 1975년 자메이카에서 발매되었을 때 금지되었다. 그러나 이 노래를 억누르려는 시도는 실패하여 토시는 국제적인 명성을 얻게 되었다.
이 음반은 1976년 6월 미국에서 발매되었고 빌보드 200 차트에 2주간 등장하여 199위를 기록했다. 1999년에 이 음반은 미국 음반 산업 협회에 의해 백만장 이상 팔린 플래티넘이라는 인증을 받았다.
이 음반은 《죽기 전에 꼭 들어야 할 앨범 1001》에 수록되었다.

## 곡 목록
모든 곡들은 특별한 언급이 없는 한 피터 토시에 의해 작사/작곡하였다.
| #  | 제목                                | 작사·작곡         | 재생 시간 |
| -- | ----------------------------------- | ----------------- | --------- |
| 1. | 〈Legalize It〉                     |                   | 4:35      |
| 2. | 〈Burial〉                          | 토시, 버니 웨일러 | 3:54      |
| 3. | 〈What'cha Gonna Do?〉              |                   | 2:25      |
| 4. | 〈No Sympathy〉                     |                   | 4:35      |
| 5. | 〈Why Must I Cry〉                  | 토시, 밥 말리     | 3:08      |
| 6. | 〈Igziabeher (Let Jah Be Praised)〉 |                   | 4:37      |
| 7. | 〈Ketchy Shuby〉                    |                   | 4:53      |
| 8. | 〈Till Your Well Runs Dry〉         | 토시, 웨일러      | 6:09      |
| 9. | 〈Brand New Second Hand〉           |                   | 4:03      |